# Kakutsa Cholokashvili

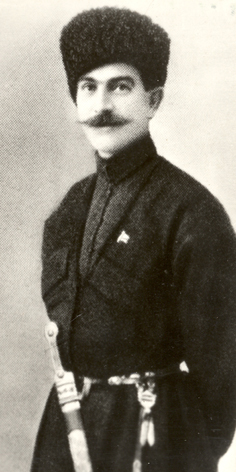
Kakutsa Cholokashvili

Kaikhosro Iosifovich Cholokashvili (en georgiano: ქაიხოსრო [ქაქუცა] ჩოლოყაშვილი; en francés: Kakoutsa Tcholokachvili; en ruso: Кайхосро [Какуца] Чолокашвили [Челокаев] Kaikhosro Chelokayev; 14 de julio de 1888-27 de junio de 1930) fue un militar georgiano, comandante de antimovimiento de guerrilla soviética.
Está considerado como héroe nacional en Georgia.

## Descripción
Nacido de una familia noble, Cholokashvili era un militar condecorado del Ejército Imperial Ruso durante Primera Guerra Mundial.  Después de la Revolución rusa de 1917, sirvió en el ejército de la República Democrática de Georgia. Después de derrocamiento de la república en una invasión soviética en 1921, Cholokashvili, con un grupo de seguidores, huyó a las montañas y luchó contra el gobierno soviético en la provincia de Kakheti. Después de un fallido rebelión en agosto de 1924, Cholokashvili emigra a Francia, donde muere de tuberculosis en 1930. Sus restos fueron enterrados nuevamente, en un funeral estatal, desde el Cementerio de Leuville, cerca de París, hasta el Panteón de Mtatsminda en Tbilisi, Georgia, en 2005.